# Alteryx
Alteryx, ehemals, SRC, ist ein US-amerikanisches Softwareunternehmen mit Hauptsitz in Irvine, Kalifornien und einem großen Entwicklungszentrum in Broomfield, Colorado. Die Produkte von Alteryx kommen in den Bereichen Data Science und Data Analytics (Datenanalyse) zum Einsatz.

## Geschichte
SRC LLC, der Vorgänger von Alteryx, wurde 1997 von Dean Stoecker, Olivia Duane Adams und Ned Harding gegründet. SRC entwickelte kurz nach der Gründung die erste Online-Daten-Engine für die Erstellung von demografiebasierten Karten und Berichten. 1998 brachte SRC Allocate heraus, eine Daten-Engine, die geografisch organisierte US-Volkszählungsdaten enthielt und es den Benutzern ermöglichte, Daten zu manipulieren, zu analysieren und abzubilden. Solocast wurde 1998 entwickelt, eine Software, mit der Kunden Kundensegmentierungsanalysen durchführen können. 2000 schloss SRC einen Vertrag mit dem US Census Bureau ab, was dazu führte, dass eine modifizierte Version der Allocate-Software auf den vom Bureau verkauften CD-ROMs mit Volkszählungsdaten enthalten war.
Im Jahr 2006 wurde das Softwareprodukt Alteryx veröffentlicht, das eine einheitliche Umgebung für räumliche und nicht-räumliche Daten zur Erstellung von Analyseprozessen und -anwendungen darstellt. 2010 benannte sich SCR schließlich in Alteryx um, nach seinem neuen Hauptprodukt. Im Jahr 2011 erhielt Alteryx eine Risikofinanzierung in Höhe von 6 Millionen US-Dollar von SAP Ventures, der Investmentsparte der SAP AG in Palo Alto.
Am 24. März 2017 erfolgte der Börsengang von Alteryx an der New York Stock Exchange.
Im Oktober 2017 wurde bekannt, dass bei Alteryx eine Datenpanne mit teilweise pseudonymisierten Datensätzen von etwa 120 Millionen US-Haushalten aufgetreten war. Darunter waren persönliche Daten wie Adressen, Lebensereignisse und Telefonnummern.

## Produkte
Mit Stand Januar 2022 bietet Alteryx die folgenden Produkte als Teil einer Analyseplattform an:
- Alteryx APA Platform
- Alteryx Connect
- Alteryx Designer Cloud
- Alteryx Location and Business Dataset
- Alteryx Machine Learning
- Alteryx Promote
- Alteryx Server
- Analytics Hub
- Alteryx Intelligence Suite

Alteryx betreibt auch eine cloudbasierte Website, die Alteryx Analytics Gallery.